# 神椿市建設中。
『神椿市建設中。』（かみつばきしけんせつちゅう）は、KAMITSUBAKI STUDIO企画によるメディアミックスプロジェクト。

## 概要
KAMITSUBAKI STUDIOによるオリジナルストーリーコンテンツ、およびそれらをベースとした様々なメディアミックス作品の開発を行う「神椿物語研究開発部」が2019年に企画を立ち上げたオリジナルIPプロジェクト。仮想都市「神椿市」を舞台に、隠された謎を探りつつ町を復興させていく内容となっている。
2021年10月4日から31日にかけて、その最初のイベント「神椿市建設中。EMERGENCE」を開催。スマートフォンを利用して、神椿市に潜む様々な『Q』と呼ばれる謎解きに挑み、零番街を復興させた。イベント終了後、プロジェクトは小説化プロジェクト「神椿市建設中。CHRONICLE」、TRPGプロジェクト「神椿市建設中。NARRATIVE」、そして新感覚ノベルゲームプロジェクト「神椿市建設中。REGENERATE」からなる「KAMITSUBAKI CITY UNDER CONSTRUCTION DIVERGENCE」に発展した。
その後2023年2月、「DIVERGENCE」はWeb3エクスペリエンスを掛け合わせた『KAMITSUBAKI VERSE』に再編された。

## 作品

### 神椿市建設中。NARRATIVE
2023年4月29日に公開されたブラウザ向けテーブルトークRPG。プレイヤーはとある使命を与えられた「共創者」となり、神椿市に蔓延する怪現象『Q』の解決へ立ち向かうこととなる。

#### 推奨環境
デスクトップ
- Windows - Windows 10.x および 11.x、Google Chromeの最新版
- Mac - MacOS 13.x(Ventura)以降、Safari 、Google Chromeの最新版

スマートフォン / タブレット
- iPad / iPhone - iOS 16.xもしくはiPadOS 16.x以降、Safari、Google Chromeの最新版
- Android - Android 13.x以降

#### スタッフ（NARRATIVE）
- 総合プロデュース：PIEDPIPER
- 企画・ディレクション：まだら牛
- 制作進行：耐諷(KAMITSUBAKI STUDIO)、ダバ
- メインキービジュアル：灸場メロ
- デザイン・アートディレクション：.MP
- プレイツール開発協力：ココフォリア
- 音楽：Qutabire
- 主題歌：理芽 & ヰ世界情緒「不的」

### 神椿市協奏中。
2024年8月29日に発売された音楽ゲーム。対応プラットフォームはスマートデバイス（iOS/Android）・Nintendo Switch・PlayStation 5・PC（Steam配信）。崩壊した世界で目覚めたAIの少女たちが「魔法」と呼ばれる不思議な歌の力で世界を修復していく内容となっている。2025年10月16日にはSwitchパッケージ版が発売。
収録曲は音楽的同位体やV.W.Pの楽曲が中心だが、DLCでAlbemuthの楽曲も追加されている。テーマ曲はMIMI「ゆりかご」。

### KAMITSUBAKI CARD GAME
2024年10月31日より展開が開始されたトレーディングカードゲーム。

### 神椿市建設中。REGENERATE
SFダークファンタジー・テキストアドベンチャーゲーム。ボードゲーム版が2024年1月13日、コンシューマゲーム版が2025年3月13日に発売。対応プラットフォームはNintendo Switch・PC（Steam配信）。プレイヤーは神椿市に召喚された「観測者」となり、そこで出会った少女「化歩」と共に、世界を救う戦いと冒険の旅に出る。
これまで各所で語られてきた「神椿市」の謎の核心に迫る、シリーズ最大規模の内容になっている。それぞれの章の中で出てくる選択肢やバトルの結果次第で物語の進行が変化する。所属アーティストの楽曲も40曲ほど収録している。
VR版となる「神椿市建設中。VIRTUAL REALITY」の発売も予定されている。

#### スタッフ（REGENERATE）
- 総合プロデュース：PIEDPIPER
- 企画・ディレクション：まだら牛
- 制作進行：耐諷(KAMITSUBAKI STUDIO)、ダバ
- メインキービジュアル：灸場メロ
- デザイン・アートディレクション：.MP
- プレイツール開発協力：ココフォリア
- 音楽：朝比奈健人
- 主題歌：V.W.P「真偽」

### 神椿學園新聞部
都市探索學園アドベンチャーゲーム。発売日未定、対応プラットフォームはPC（Steam配信）。プレイヤーは神椿市で目覚めた記憶喪失の「あなた」になり、神椿學園新聞部で學園生活や街での調査を通して、あなたは化歩やほかの部員たちとの交流を深めていく。

## 登場人物

### 魔女の娘
壊れた世界を再生する力を持つ特殊な歌声を持った5人の少女のこと。
森先 化歩（もりさき かふ）
声 - 花譜
零番街に住む魔女の娘。高校一年生。明るく元気な性格で、「悪を許さない」というような正義感はないものの、自分が理不尽だと思った事には立ち向かう性質。
谷置 狸眼（たにおき りめ）
声 - 理芽
壱番街に住む魔女の娘。高校三年生。理知的でしっかり者な性格で、聡明かつ努力家で、勉強もスポーツも得意で、歌も上手く家も裕福だが、繊細で病みやすい所が難点。
朝主 派流（あさぬし はる）
声 - 春猿火
弐番街に住む魔女の娘。高校二年生。歌を支えに、日々をたくましく生きる少女。感情豊かで愛情深い性格で、何事にも一生懸命で、エネルギッシュな努力家。本来は内気で傷つきやすいが、厳しい社会に立ち向かうため、強くあろうと振舞っている。
夜河 世界（よるかわ せかい）
声 - ヰ世界情緒
参番街に住む魔女の娘。魔女崇拝教団「ヰ世界救済教団」の生き神的な存在。生まれつき、未来を予見する不思議な力を持っていた。一見自我が稀薄そうだが、意志は強い。周囲を慮る優しさと、悪意に抗う信念を持つ。
輪廻 此処（りんね ここ）
声 - 幸祜
肆番街に住む魔女の娘。ある事情により、過去の記憶を失っている。性格は凛としていて大人っぽい一方、かなり天然で、おっちょこちょいな一面もある。 涙もろかったりはしゃいだりと、感情表現はストレート。

### 瓦利欺
弐番街にある歌と中華料理の店。
白銀 千埜（しろがね ちの）
声 - CHINO
「瓦利欺」店長。大人びた性格で、博識かつ思慮深い。癖の強い店員たちを、うまくまとめている。
常盤 魅優（ときわ みゆう）
声 - MYU
「瓦利欺」副店長。やや気弱だが優しく、母性的な性格。チノと共に店を切り盛りしている。
紅谷 呐斐（べにや ねふぃ）
声 - NEFFY
「瓦利欺」店員の一人。天真爛漫でマイペースな性格で、承認欲求が強い。
水鏡 丹那（みかがみ にな）
声 - NINA
「瓦利欺」店員の一人。天真爛漫で明るい性格だが、時にわがままな一面もある。
藍染 羅螺（あいぜん らら）
声 - RARA
「瓦利欺」店員の一人でフロアリーダー。生真面目でストイックな性格で、固い印象だが仲間想い。
裏葉 命（うらは ゔぃって）
声 - VITTE
「瓦利欺」店員の一人。のんびりした性格で、気まぐれで猫っぽい。

### ヰ世界救済教団
参番街を拠点とする魔女崇拝教団。
天祢 亜留（あまね ある）
声 - 存流
教団の教徒兼魔女候補。心優しい性格。
地邑 阿栖（ちむら あす）
声 - 明透
教団の教徒兼魔女候補にして、亜留の妹分。元気で明るい性格。

### 復興課
彩季 詩得（さいき しえる）
声 - CIEL
神椿市の行政機関「復興課」の職員の少女。
復興課長
声 - 伊藤静
市の復興と防衛のために動く生体AI。「Blue Bird」の別名の通り、青い鳥の姿をしており、別世界の住民を神椿市に召喚する機能を持つ。性格は真面目で一生懸命だが、どこかとぼけた愛嬌がある。五人の魔女の娘と神椿市を救うため、自分に出来る限りの事をするが、そのためには時に手段を選ばない。

### テセラクター
人の悪意と欲望から生まれ、街に怪異を引き起こす怪物。
らぷらす
声 - 佐倉綾音
人間に味方する変わり者のテセラクターで、高速化の異能を持つ。本来は巨大な青い魚の姿をしており、人間形態時は背の低い少年の姿を取る。
性格はクールな皮肉屋で、自分の内面は明かさないが、なぜか化歩を守るために戦っている。
はすたー
声 - 富田美憂
テセラクターの特殊個体で、自身の複製体を生み出す異能を持つ。らぷらすとは同型亜種で、赤い魚の姿をしている。
街の存続に不可欠な「歌う女性」を次々と殺害する連続殺人鬼で、「クライベイビー」の異名を持つ。性格は尊大で露悪的。頭がキレて戦いも強いが、やや幼いところがある。
あぐに
声 - 阿座上洋平
テセラクターの特殊個体で、熱を操る異能を持つ。本来は爬虫類型の怪物の姿をしており、人間形態時は不良の男性の姿を取る。
神椿市の裏社会で暗躍するギャングスタ。性格は竹を割ったようにシンプルで明るいが、闘争に関しては合理的かつ好戦的。
あねもす
声 - 梅田修一朗
テセラクターの特殊個体で、毒を操る異能を持つ。本来は植物型の怪物で、人間形態時は執事のような姿をしており、世界の従者として付き従っている。
性格は穏やかで理知的。
くーげる
声 - 藤堂真衣
テセラクターの特殊個体で、雷を操る異能を持つ。特殊な出生をしており、本来の姿も半ば人間のよう形状をしている。
性格は寡黙で厳格で内省的で、此処以外には誰に対しても厳しい。
まくすうぇる
声 - 緑川光
性格は酷薄で、感情はほぼない。

### その他
エリカ
声 - 鈴代紗弓
化歩の姉で、彼女が通う神椿學園の物理教師。性格は明るくサバサバしているが、基本は親切な人情家。
谷置室長
声 - 杉田智和
狸眼の父。人の想いのエネルギー「フラグメント」を発見し実用化した天才科学者で、神椿市の事実上の指導者。ブラックアウトが起きた際にはテセラクターの爆発的な増殖を直ちに察知し、科学者仲間や復興課のメンバーと共に、市を守るべく行動を開始した。

## 舞台「神椿市」
2025年の日本のどこかに存在する街。それぞれ別個の都市機能を持つ、零番街～陸番街という特色ある区画に分かれている。過去に全世界規模の大災害が起き、その影響で一度は壊滅的な被害を受けた。現在は徐々に復興が進み、都市機能も戻ってきている。独自のインフラをもち、単独で存続できる閉鎖系テラリウム都市。復興が手つかずの市外は未だ危険な状態であるため、安全上の観点から、住人は市外への移動が禁止されている。
零番街
中心部にそびえ立つ「塔」が象徴的な景色を生み出している、神椿市の都市機能の中枢を担う街区。最も古くから発展していた街で、高層ビル群とレトロ情緒がある下町が共存している、神椿市の顔とも言えるエリア。
壱番街
南東部に位置する、街の東側が海に接したオフィス街区で、経済の中心地。高層ビルやタワーマンション、高級住宅街や大型百貨店が並ぶ副都心「ニューヘイワタウン」と、旧中心地だったが現在は都市開発計画の影響で寂れてしまった港町「平和地区」がある。
弐番街
南西部に位置する、アジアンな景観が特徴的な商業遊興地区。酒場や露店で賑わう歓楽街が展開し、街外れにはスラムなどもある。猥雑で治安が悪いが、エネルギッシュでもある。住人たちの独立色がつよく、非合法組織や自警団などが街の夜を闊歩しており、市役所の管理が行き届きにくい。
参番街
北西部に位置する、広大な農地や牧草地が広がる農園地区で、市内の食料生産を一手に担っている。自然が豊かで公園や別荘地もあり、郊外のリゾート的な側面もある。また、教会や療養所など、ひっそりと佇む施設もある。山地が隣接しており、季節によっては山で発生した濃霧が降りてきて街区全体が霧に閉ざされることがある。
肆番街
北部に位置する。かつては学問・藝術・表現の街として、ハイテク分野の研究機関が集中する近代都市として栄えていたが、災害の影響で一時はゴーストタウン化していた。市が復興に向けて歩み始めてから人が戻り始めつつあるが、まだ廃墟状態のままとなった建物も多い。
伍番街
北東部に位置する工業地区で、神椿市の生産業を支えていた。様々な工場や化学コンビナート、それらの機能を支えるための物流拠点たる倉庫街などが並び立っていたが、過去の災害で一時は完全に壊滅し廃墟と化していた。今も再稼働している工場は多くはないが、復興が進むとともに徐々に産業の息吹が戻りつつある。
陸番街
神椿市外縁に位置する。未だ復興が手つかずになっており、エリア内は非常に危険な状態であるため、立入禁止区画となっている。

## 小説
月島総記と風雅宿による『神椿市建設中。NOVELIZED』がMF文庫J (KADOKAWA) より2025年5月に刊行された。テレビアニメの前日譚を描く。
- 月島総記 / 風雅宿（著者）・咲の字。（イラスト）・SINKA ANIMATION PROJECT（原作・監修） 『神椿市建設中。NOVELIZED』 KADOKAWA〈MF文庫J〉、2025年5月23日発売[4]、ISBN 978-4-04-684723-2

## テレビアニメ
2025年7月よりTBS系列にて放送中。また、劇場先行版『神椿市建設中。魔女の娘 -Witchling-』が、同年6月13日より2週間限定で公開されている。

### ストーリー
7年前に発生した大災害で、人類文明が壊滅的打撃を受けた世界。先端科学の研究学園都市であった神椿市は、それらの技術を駆使することで、奇跡的な復興を遂げつつあった。しかし、繁栄の裏では、人の悪意と欲望から生まれる怪物「テセラクター」が街に怪異を引き起こしていた。
悪意から生まれる怪物に抗えるのは、「魔女の娘」と呼ばれる五人の少女たちの歌声だけ。彼女たちは街の平穏を守るべく、魔法の歌声を武器にテセラクターに挑む。

### スタッフ（テレビアニメ）
- 原作・企画プロデュース - KAMITSUBAKI STUDIO・PIEDPIPER[1]
- 世界観設定・監修・原作シナリオ - 月島総記[1]
- 監督・シリーズ構成・音響監督 - 柿本広大[1]
- キャラクターデザイン - PALOW.[1]
- サブキャラクターデザイン・総作画監督 - あおのゆか[6]
- メインCGディレクター - 石原裕也[6]
- 美術監督 - 内藤健[6]
- 美術設定 - 髙橋麻穂
- 色彩設計 - 佐藤美由紀[6]
- 撮影監督 - 江間常高[6]
- 編集 - 梅津朋美[6]
- 音響効果 - 猪俣泰史[6]
- 音楽 - 朝比奈健人[6]
- 音楽制作 - KADOKAWA[6]
- 劇中歌協力 - KAMITSUBAKI STUDIO[6]
- 音楽プロデューサー - 水鳥智栄子
- プロデューサー - 新井孝介、木村天、鳥居翔、高田道代
- アニメーションプロデューサー - 山野井創
- アニメーション制作 - SMDE[1]
- 製作 - SINKA ANIMATION PROJECT[1]

### 主題歌
「歌姫」
V.W.Pによるオープニングテーマ。作詞・作曲・編曲は笹川真生。

#### エンディングテーマ
エンディングテーマについては、「追憶」を含め複数展開される予定。
「追憶」
V.W.Pによるエンディングテーマ。作詞・作曲はKanata OkajimaとShao HaoとNay Shalom、編曲はItamar LapidotとShao HaoとNay Shalom。
「BREATHE」
ヰ世界情緒による第2話エンディングテーマ。作詞・作曲・編曲は香椎モイミ。
「閃光だった」
理芽による第3話エンディングテーマ。作詞・作曲・編曲は笹川真生。
「距離。」
春猿火による第4話エンディングテーマ。作詞・作曲はケンカイヨシ、編曲はケンカイヨシとマツバケンタ。
「シャングリラ」
幸祜による第5話エンディングテーマ。作詞・作曲・編曲はAira（Dream Monster）。
「ひとえに壊れて」
花譜による第6話エンディングテーマ。作詞・作曲・編曲はNeuron。

#### 挿入歌
「この世界は美しい」
花譜による第0話劇中歌。作詞・作曲・編曲はGuiano。
「雛鳥」
花譜による第0話劇中歌。作詞・作曲・編曲はカンザキイオリ。
「そして花になる」
花譜による第0話劇中歌。作詞・作曲・編曲はカンザキイオリ。
「ホワイトブーケ」
花譜による第0話・第1話劇中歌。作詞・作曲・編曲はNeuron。
「痛みを」
花譜による第1話劇中歌。作詞・作曲・編曲はカンザキイオリ。
「あわく心模様」
ヰ世界情緒と春猿火による第1話劇中歌。作詞・作曲・編曲はMIMI。
「Ambition」
春猿火による第1話劇中歌。作詞・作曲はたかやん、編曲は平田義久。
「ヰ世界の宝石譚」
ヰ世界情緒による第2話劇中歌。作詞・作曲はsasakure.UK。
「シリウスの心臓」
ヰ世界情緒による第2話劇中歌。作詞・作曲・編曲は傘村トータ。
「宿木」
理芽による第3話劇中歌。作詞・作曲・編曲は笹川真生。
「瞑目」
幸祜による第4話・第5話劇中歌。作詞・作曲・編曲は香椎モイミ。
「台風の子」
春猿火による第6話劇中歌。作詞・作曲・編曲はuno blaqlo。

### 各話リスト
| 話数  | サブタイトル                    | 脚本       | コンテ   | 演出     | CGディレクター        | 初放送日      |
| ----- | ------------------------------- | ---------- | -------- | -------- | --------------------- | ------------- |
| 第0話 | 魔女の娘 -Witchling- 前篇       | 柿本広大   | 柿本広大 | 石原裕也 | 石原裕也 五十嵐明日香 | 2025年 7月3日 |
| 第1話 | 魔女の娘 -Witchling- 後篇       | 柿本広大   | 柿本広大 | -        | 石原裕也 五十嵐明日香 | 7月11日       |
| 第2話 | 浄化の歌 -Song of purification- | 後藤みどり | 石原裕也 | -        | 石原裕也              | 7月18日       |
| 第3話 | フラグメント -Energy of will-   | 後藤みどり | 板井寛樹 | -        | 五十嵐明日香          | 7月24日       |
| 第4話 | 悪意 -Malice-                   | 小川ひとみ | 宮尾佳和 | -        | 石原裕也              | 7月31日       |
| 第5話 | ファミリア -Familiar-           | 小川ひとみ | 宮尾佳和 | -        | 柴田貴祥              | 8月7日        |
| 第6話 | 記憶の卵 -Piece of memory-      | 後藤みどり | 石原裕也 | 桐谷太力 | 桐谷太力              | 8月14日       |

### 放送局
| 放送期間       | 放送時間               | 放送局                              | 対象地域 | 備考     |
| -------------- | ---------------------- | ----------------------------------- | -------- | -------- |
| 2025年7月3日 - | 木曜 23:56 - 金曜 0:26 | TBSテレビ（製作参加）ほか系列全28局 | 日本国内 | 字幕放送 |

| 配信開始日   | 配信時間                   | 配信サイト | 備考                                  |
| ------------ | -------------------------- | --- | ------------------------------------- |
| 2025年7月4日 | 金曜 0:30（木曜深夜） 更新 | dアニメストア U-NEXT アニメ放題 ABEMA niconico （ ニコニコ生放送 ・ ニコニコチャンネル ） DMM TV Lemino FOD バンダイチャンネル Hulu TELASA J:COM STREAM milplus Prime Video アニメフェスタ TBS FREE Tver | 見放題配信（オンエア版）              |
|              |                            | HAPPY!動画 Rakuten TV | 都度課金配信（オンエア版）            |
|              |                            | dアニメストア U-NEXT アニメ放題 ABEMA DMM TV Lemino FOD TELASA J:COM STREAM milplus Prime Video アニメフェスタ                                                                                           | 見放題配信 （ディレクターズカット版） |

### BD / DVD
| 巻 | 発売日            | 収録話         | 規格品番  | 規格品番  | 規格品番   |
| 巻 | 発売日            | 収録話         | BD限定版  | BD通常版  | DVD        |
| -- | ----------------- | -------------- | --------- | --------- | ---------- |
| 1  | 2025年10月3日予定 | 第0話 - 第4話  | N/A       | KAXA-9081 | KABA-11691 |
| 2  | 2025年11月5日予定 | 第5話 - 第8話  | N/A       | KAXA-9082 | KABA-11692 |
| 3  | 2025年12月3日予定 | 第9話 - 第12話 | KAXA-9071 | KAXA-9083 | KABA-11693 |

| TBS系列 木曜 23:56 - 金曜 0:26                      | TBS系列 木曜 23:56 - 金曜 0:26     | TBS系列 木曜 23:56 - 金曜 0:26          |
| 前番組                                              | 番組名                             | 次番組                                  |
| --------------------------------------------------- | ---------------------------------- | --------------------------------------- |
| ロックは淑女の嗜みでして （2025年4月3日 - 6月26日） | 神椿市建設中。 （2025年7月3日 - ） | 太陽よりも眩しい星 （2025年10月2日 - ） |